# Yona Wallach
Yona Wallach (hebraico: יונה וולך, n.1944 m.1985) foi uma poeta Israelense. Orgulhosa de sua bissexualidade, surpreende seus leitores com expressões ousadas de sexualidade e de espiritualidade misturadas.
Wallach também contava com a psicologia junguiana no seu trabalho. Escreveu letras para bandas de rock israelenses. Seu livro Island Songs foi publicado em 1969. Ela morreu de câncer de mama em 1985.
Em seu poema Yonatan, ela interpreta a si mesma como um menino, Yonatan, que é decapitado por outros meninos que têm sede de sangue.